# 比尤特城 (加利福尼亞州)
比尤特城（英語：Butte City）是位於美國加利福尼亞州格伦縣的一個非建制地區。該地的面積和人口皆未知。

## 地理
比尤特城的座標為39°27′53″N 122°59′24″W / 39.46472°N 122.99000°W，而該地的平均海拔高度為27米（即89英尺）。